# Гудинг, Хизер
Хизер Гудинг (англ. Heather Gooding, род. 20 марта 1958) — барбадосская легкоатлетка, выступавшая в беге на средние дистанции. Участница летних Олимпийских игр 1972 года. Первая женщина, представлявшая Барбадос на Олимпийских играх.

## Биография
Хизер Гудинг родилась 20 марта 1958 года.
В 1972 году вошла в состав сборной Барбадоса на летних Олимпийских играх в Мюнхене. В беге на 800 метров заняла последнее, 8-е место в четвертьфинальном забеге, показав результат 2 минуты 19,69 секунды и уступив 17,47 секунды попавшей в полуфинал с 3-го места Сильвии Швенк из ФРГ. В эстафете 4х400 метров сборная Барбадоса, за которую также выступали Лорна Форд, Барбара Бишоп и Марсия Тротман, заняла последнее, 7-е место в полуфинальном забеге с результатом 3.44,45, уступив 13,61 секунды попавшей в финал с 4-го места сборной Финляндии.
Гудинг стала первой женщиной, представлявшей Барбадос на Олимпийских играх.

## Личные рекорды
- Бег на 400 метров — 56,7 (1972)[4]
- Бег на 800 метров — 2.15,3 (1973)[4]